# Príncipe Planeta
Príncipe Planeta (título brasileiro para 遊星少年パピイ (transliterado para o inglês como Yūsei Shōnen Papī) é uma série animada japonesa (anime). Foram produzidos 52 episódios em preto e branco e exibidos originariamente pela Rede de Televisão Fuji entre 3 de junho de 1965 a 27 de maio de 1966. Apesar da sua antiguidade e do pioneiro e expressivo marketing em seu país de origem, essa série só foi exibida no Brasil no início da década de 1970, lançada pela extinta TV Tupi (programa vespertino chamado "Sessão Rataplan", que exibia também outros animes tais como "Homem de Aço" (Tetsujin 28-go ou Gigantor em inglês, de 1964) e o "Super-Homem do Espaço", Yūsei Kamen, de 1966). A série passaria depois para a TV Cultura, deixando de ser transmitida em 1977, quando a TV em cores já dominava a programação no país
A versão em inglês estreou em setembro de 1966 e foi distribuída pela "American International Television Productions", produtora de TV do Estúdio de Cinema American International Pictures.
Assim comos outros animes, a violência da série gerou algumas críticas (dos pais americanos, principalmente), pois o herói Príncipe Planeta não hesitava em matar os vilões. Uma passagem que chamou a atenção também foi quando em um episódio uma baleia foi usada para o transporte dos amigos do Príncipe Planeta (naturalmente o animal morreu, para desgosto dos ambientalistas).

## Personagens e tramas
Os principais personagens apareceram nos primeiros quatro episódios.
Príncipe Planeta: é um membro do Corpo de Paz Universal do Planeta Radiom e que chega à Terra para determinar se esse mundo pode se tornar membro da "União Galáctica dos Mundos", pois os representantes de Marte acusaram os terrestres de causarem guerras. Ele adota a aparência de um garoto terrestre e faz amigos que juntos combatem as forças do mal terrestres e alienígenas.
Estrelita (em inglês Riko ou Diana Worthy): é a amiga do Príncipe Planeta e mora em um grande rancho com seu pai.
Worthy ou Pops Worthy, rancheiro e pai de Estrelita. Na versão em inglês era um magnata texano do petróleo.
Dan Dynamo, conhecido no Brasil como "Forte" ou "Bruno Rotti" (alteração pela mudança da dublagem), é chamado de "O homem mais forte do mundo", um lutador de luta livre que é amigo do Príncipe Planeta.
Mago AjiBaba, inimigo de Capiroti e aliado do Príncipe Planeta. Era um mago atrapalhado que tinha 3 netos. Era hipnotizador, usava um tapete voador com um motor escondido, além de uma bola de cristal. Vestia turbante e tinha barba.
Capirote ou Kilitroni (Warlock em inglês), é um mestre marciano da magia e principal vilão da série até o episódio #30, quando é banido para o Espaço. Ele depois retorna no fim da série. Seu principal objetivo era a conquista da Terra. Ele podia desaparecer e mudar de aparência.
Krag, o Mestre da Miséria, era enorme e vivia no Castelo da Morte na Floresta do Mal. Nativo do Planeta Kragmire, possuía asas e conseguia regenerar o corpo quando ferido. Tinha como arma uma espécie de bumerangue circular. Ele se torna o maior inimigo do Príncipe Planeta depois do banimento de Capirote.

## Poderes e habilidades
O Príncipe Planeta na Terra era um garoto normal chamado Bobby. Quando ia lutar contra os inimigos ou proteger os companheiros, ele se transformava no Príncipe Planeta. Para fazer isso ele segurava seu medalhão com ambas as mãos e gritava "Peeeeeee Pazow!!" (o "Pazow" foi adicionado na versão em inglês no lugar do japonês "Popi").
O seu uniforme era similar as roupas dos nativos de seu planeta. Os poderes incluíam superforça, voo e sobrevivência em diferentes ambientes tais como o Espaço Sideral. Sua energia é limitada e deve ser recarregada periodicamente (similar com o que acontece com outros personagens das séries japonesas, tais como o Ultraman). Mesmo quando sem energia, ele consegue continuar a ser um grande oponente devido a seu intelecto superior. A energia do medalhão transforma os objetos na forma desejada por ele tais como armas, transportes e outros.
A energia do medalhão vem de uma torre no planeta Radion. As reservas do medalhão são assinaladas pela mudança da cor do "P" inscrito em sua face metálica. A cor da letra vai mudando de preto para branco à medida que a energia vai diminuindo. Na fonte de energia, funcionários monitoram os níveis e recarregam o medalhão quando necessário. Para aumentar o suspense, algumas vezes eles estão desatentos mas no último minuto a energia é sempre recarregada.

## Listra de episódios (versão em inglês)
- 1. A Boy From Outer Space
- 2. Giant On The Matters
- 3. The Formidable Rival
- 4. The Arabian Magician
- 5. Flying Jellyfish
- 6. Dinosaur Men
- 7. A Big Showdown
- 8. Robot Island
- 9. The Overgrown Lizard
- 10. Shaberia
- 11. Fancy Machine
- 12. S.O.S. Global
- 13. Gold Picker
- 14. Attack Of Radioactive Ants
- 15. The Great Space War
- 16. The Star In Memory
- 17. The Space Zoo
- 18. The Stolen Mt. Fuji
- 19. Pirate Satan
- 20. The Planet Terror
- 21. Robot No. 9
- 22. Goodbye Saturnean
- 23. The Earth Zero Hour
- 24. The Ghost Space Ship
- 25. Battle On A Desert Island
- 26. Secret Under The Sea

- 27. The Rocket Pilot
- 28. Gaist, the Devilish
- 29. The Gift From Prince Planet
- 30. Gollen, the Formidable Foe
- 31. The Pollen Bomb
- 32. Operation Rico
- 33. Rico, The Great Detective
- 34. A Spy From The Necro
- 35. The Demon Scientist
- 36. The Young Spies
- 37. Alan, The Secret Agent
- 38. The Magic Gloves
- 39. Robot Prince
- 40. Rico's Adventure
- 41. The Lion In Desert
- 42. Crisis On The Earth
- 43. The Horror Of A Snowman
- 44. Revenge In The Valley
- 45. The Comet Missile
- 46. The Mystery Of Mummy
- 47. The Mystery Of Organ
- 48. Horror At 10:10 P.M.
- 49. The Birdman Racket
- 50. Secret Path Into The Earth
- 51. Ajababa's Children
- 52. The Star At Home